# USS David W. Taylor (DD-551)
El USS David W. Taylor (DD-551) fue un destructor de la clase clase Fletcher, perteneciente a la Armada de los Estados Unidos llamado así en remembranza del ingeniero y arquitecto naval, almirante David Watson Taylor (1864-1940).
El USS David W. Taylor fue botado el 4 de julio de 1942 por la Gulf Shipbuilding Corporation Chickasaw, Alabama, amadrinado por la Sra. Imogene Taylor Powell, hija del almirante Taylor, y asignado el 18 de septiembre de 1943, bajo el mando del capitán de corbeta W. H. Johnsen. 

## Historial de Servicio

### Armada de los Estados Unidos
El USS David W. Taylor escoltó a un convoy de barcos mercantes desde Charleston, Carolina del Sur a Pearl Harbor, a donde llegó el 20 de enero de 1944. Tres días más tarde puso en marcha para escoltar un convoy de las Islas Gilbert a las Islas Marshall, regresando a Pearl Harbor el 29 de febrero. Después de escoltar al USS Intrepid (CV-11) hasta San Francisco, zarpó desde Pearl Harbor el 1 de abril con la misión de patrullar las aguas de las Islas Marshall hasta el 12 de mayo. 
Del 15 de junio al 4 de agosto de 1944 el USS David W. Taylor protegió a los portaaviones de escolta y petroleros de la flota que prestaban apoyo en la Operación Forager. El 4 de julio junto con el destructor USS Riddle (DE-185) atacó y hundió un submarino japonés el I-10 en las coordenadas 15°26′N 147°48′E / 15.433, 147.800. Se incorporó a la Tercera Flota el 19 de agosto, y zarpó de Manus como parte del grupo de apoyo logístico de la Task Force 38, que se encargaría de la captura y ocupación del sur de Palaus. El 22 de noviembre, se unió a los portaaviones que lanzaban su aviones sobre Luzón en apoyo de las tropas en la batalla de Leyte.
El 29 de diciembre de 1944 partió de Ulithi para participar en los ataques sobre Bonin, bombardeando Chichi-jima el 5 de enero de 1945. A las 07:45 h de ese día un explosión submarina, probablemente un mina, causó graves desperfectos en el buque, matando a cuatro hombres, la tripulación pudo controlar los daños y el buque consiguió llegar, por sus propios medios, a Saipán, el 7 de enero. Desde allí puso rumbo al astillero Hunter's Point Naval Shipyard en California, para una revisión y reparación desde el 13 de febrero al 7 de mayo.
Zarpó de San Diego el 15 de mayo de 1945, y el 18 de junio bombardeo la isla Emidj cuando se dirigía a Okinawa. A su llegada a Okinawa el 30 de junio es asignado a la Task Force de Okinawa. Tras la rendición de japonesa, llegó a Kyūshū, el 4 de septiembre, como parte de la escolta de un convoy que transportaba tropas de ocupación. Cubrió los desembarcos en Wakayama y Nagoya hasta que zarpó hacia San Diego el 31 de octubre, llegando 17 de noviembre. El USS David W. Taylor fue asignado a la flota de reserva el 17 de agosto de 1946.

### Armada Española
Fue alquilado a España bajo el programa de asistencia militar mutua el 15 de mayo de 1957 nacido tras los acuerdos de 1953, izándose por primera vez el pabellón español a bordo el 23 de mayo de 1957 en San Francisco, tras un periodo de adaptación para las nuevas tripulaciones, junto al Lepanto, arribó a España el 20 de agosto de 1957
En la Armada Española fue renombrado Almirante Ferrandiz y se le asignó el numeral 41, que conservaría hasta principios de los años 60 cuando se cambiarion los sistemas de numeración, pasando a ser Almirante Ferrandiz (D-22). España compró el destructor el 1 de octubre de 1972. Fue uno de los cinco destructores que formaban la 21.ª Escuadrilla de Destructores. En 1980 la 21.ª Escuadrilla paso a llamarse de escoltas, al quedar compuesta por las corbetas clase Descubierta, y los destructores fueron asignados a las zonas marítimas. El Almirante Ferrandiz fue destinado a la Zona Marítima de Canarias.
El 17 de enero de 1980 fue ametrallado por un Mirage marroquí cuando acudía en ayuda de un pesquero español que había sido detenido por una patrullera marroquí, aunque posteriormente, el cuartel general de la armada, hizo pública una nota en la que solo reconocía el que se le hubieran hecho disparos de advertencia a proa.
A finales de septiembre de 1985, fue enviado a aguas del Sahara en apoyo del Tagomago, patrullero de clase Anaga, que fue ametrallado por fuerzas del Frente Polisario cuando investigaba los restos del pesquero de Las Palmas Junquito, que había sido atacado previamente.
El 28 de noviembre de 1978, acudió a socorrer y extinguir el incendio declarado en el buque pesquero Cruz del Mar, tras el ametrallamiento de este desde dos zodiacs por parte de fuerzas del Frente Polisario
Después de 30 años al servicio de la Armada Española fue dado de baja el 17 de noviembre de 1987 y vendido para desguace